# Brezovica (Eslovênia)
Brezovica é um município da Eslovênia. A sede do município fica na localidade de Brezovica pri Ljubljani.